# Хуморална имуност
Хуморална имуност односи се на активност имунског система против екстрацелуларних патогена и њихових токсина, насупрот целуларној имуности, где је главна мета имунског одговора инфицирана ћелија домаћина.
Главне ћелије хуморалне имуности су Б-ћелије адаптивног имунског одговора. У хуморалном имунском одговору Б-ћелије по ступању инфекције и препознавања антигена започињу имунски одговор, за шта су од кључног значаја препознавање антигена и секретовање антитела ради уклањања екстрацелуларних агенаса.  Механизми хуморалне имуности обухватају опсонизацију и продукцију различитих цитокина којом се елиминишу инфективни агенси у екстрацелуларном простору.
Иако механизмима хуморалне имуности није могуће уклонити микроорганизме који су већ инфицирали ћелију, овај тип имунског одговора је од значаја и у целуларној имуности, ради спречавања ширења интрацелуларних патогена на друге ћелије, када се они нађу у ванћелијском простору.

## Историјат
Концепт хуморалне имуности развијен је на основу антибактеријских особина компоненти серума. Ханс Бухнер је заслужан за развој теорије хуморалне имуности. Године 1890, Бухнер описује алексине као „заштитничке супстанце” садржане у серуму крви и другим телесним течностима и које имају способност убијања микроорганизама. Алексини, у новијој номенклатури „комплементи”, по Паулу Ерлиху, показало се да су растворљиве компоненте урођеног одговора које доводе до комбинације ћелијске и хуморалне имуности. Ово откриће је помогло да се повежу карактеристике урођеног и адаптивног имунског одговора.
Пратећи октриће бактерије узрочника дифтерије и тетануса 1888. године, Емил фон Беринг и Китасато Шибасабуро показали су да болест не мора да буде узрокована самим микроорганизмима. Они су доказали да су довољни филтрати без ћелија за настанак болести. Године 1890, филтрати дифтерије, накнадно названи дифтерични токсини, коришћени су у циљу вакцинације животиња у покушају да се демонстрира да имунизовани серум садржи антитоксине које су у могућности да неутралишу активност токсина и могле би да пренесу имуност неимунизованим животињама. Године 1897, Пол Ерлих је показао да су формирана антитела против биљних токсина рицина и абрина и предложио је хипотезу да су ова антитела одговорна за имуност. Ерлих, уз свог колегу фон Беринга, развили су дифетерични антитоксин. Ово откриће је постало први велики успех савремене имунотерапије. Проналазак специфичних компатибилних антитела постало је главно средство за стандардизацију имуности и идентификацију хроничних инфекција.
| Супстанца                                  | Активност | Откриће                                  |
| ------------------------------------------ | --- | ---------------------------------------- |
| Алексин(и)/Комплемент (допуњујући чинилац) | Растворљиве компоненте серума способне за уништавање микроорганизама                                                                                  | Бухнер (1890), Ерлих (1892)              |
| Антитоксини                                | Супстанце у серуму које могу да неутралишу активност токсина, омогућавајући пасивну имунизацију                                                       | фон Беринг и Шибасатуро (1890)           |
| Бактериолизини                             | Серумске супстанце које у садејству са протеинима допуњујућих чиниоца изазивају бактеријску лизу                                                      | Рихард Фајфер (1895)                     |
| Бактеријски аглутинини и преципитини       | Серумске супстанце које скупљају бактерије и издвајају бактеријске токсине                                                                            | фон Грубер и Дурхам (1896), Краус (1897) |
| Хемолизини                                 | Серумске супстанце које у садејству са допуњујућим чиниоцима лизарају еритроците                                                                      | Жул Борд (1899)                          |
| Опсонини                                   | макрофага | Рајт и Даглас (1903)                     |
| Антитело                                   | Првобитно откриће (1900), хипотеза о везаном комплексу (1938), продуковано од стране Б-ћелија (1948), структура (1972), гени за имуноглобулине (1976) | Ерлих                                    |